# Gottlieb Leeger
Gottlieb Karl Leeger (* 17. Oktober 1893 in Hemmingen; † 2. April 1964 in Stuttgart) war ein deutscher Politiker (FDP/DVP).

## Leben und Beruf
Nach dem Besuch der Volksschule absolvierte Leeger eine Bäckerlehre, die er mit der Gesellenprüfung abschloss. Er bestand die Meisterprüfung, arbeitete seit 1919 als selbständiger Bäckermeister in Stuttgart und gehörte seit 1929 dem Vorstand der Stuttgarter Bäckerinnung an. 1937 wurde er stellvertretender Obermeister und 1940 übernahm er die Leitung der Stuttgarter Bäckerinnung. Seit 1946 war er Obermeister der Stuttgarter Bäckerinnung und Landesinnungsmeister des Bäckerhandwerkes in Baden-Württemberg.

## Politik
Leeger, der sich nach 1945 der DVP angeschlossen hatte, war von 1950 bis 1952 Abgeordneter im Landtag von Württemberg-Baden. 1952 wurde er über die Landesliste in den baden-württembergischen Landtag gewählt, dem er bis zu seinem Tode angehörte, ab 1956 über ein Zweitmandat im Wahlkreis Stuttgart 3. Nach seinem Tod rückte bis zum Ende der Legislaturperiode für wenige Tage Otto Haag in den Landtag nach.

## Ehrungen
- 1952: Verdienstkreuz am Bande der Bundesrepublik Deutschland

| Personendaten    | Personendaten                              |
| ---------------- | ------------------------------------------ |
| NAME             | Leeger, Gottlieb                           |
| ALTERNATIVNAMEN  | Leeger, Gottlieb Karl (vollständiger Name) |
| KURZBESCHREIBUNG | deutscher Politiker (FDP/DVP), MdL         |
| GEBURTSDATUM     | 17. Oktober 1893                           |
| GEBURTSORT       | Hemmingen                                  |
| STERBEDATUM      | 2. April 1964                              |
| STERBEORT        | Stuttgart                                  |